# Medazepam

Strukturformel för medazepam.

Medazepam, summaformel C16H15ClN2, är ett ångestdämpande och lugnande preparat som tillhör gruppen bensodiazepiner. Ämnet patenterades 1963.
Substansen är narkotikaklassad och ingår i förteckning P IV i 1971 års psykotropkonvention och i förteckning IV i Sverige.